# Parveena Ahanger
Parveena Ahangar (nascida em Srinagar, Jammu e Caxemira, Índia) é a fundadora e presidente da Associação de Pais de Pessoas Desaparecidas (APDP) em Jammu e Caxemira.
Ela ganhou o Prêmio Rafto para os Direitos Humanos em 2017 pelos seus “protestos contra os desaparecimentos forçados” e por exigir justiça para as vítimas de violência em Jammu e Caxemira. Em 2019, ela foi nomeada uma das 100 mulheres da BBC, uma lista de 100 mulheres inspiradoras e influentes de todo o mundo.
Parveena é conhecida como a 'Dama de Ferro da Caxemira'. Ela foi indicada pelo canal de mídia indiano CNN IBN para um prêmio que rejeitou devido à abordagem enganosa da mídia indiana sobre a dor e as tragédias dos caxemires.

## Associação de Pais de Pessoas Desaparecidas
Parveena fundou a "Associação de Pais de Pessoas Desaparecidas", em 1994, para fornecer apoio e mobilizar familiares de pessoas desaparecidas devido aos desaparecimentos forçados e para pressionar o governo da Índia a investigar os cerca de 8 a 10.000 casos de desaparecimentos involuntários na Caxemira. A organização faz parte da Federação Asiática Contra Desaparecimentos Involuntários.
Parveena Ahanger, cofundadora e presidente da Associação de Pais de Pessoas Desaparecidas, representou a causa da APDP nas Filipinas (2000), Tailândia (2003), Indonésia (2005), Chiang Mai (2006), Genebra (2008), Camboja (2009) e Londres (2014).

## Palestra na Universidade de Westminster
Parveena Ahanger falou na Universidade de Westminster, em Londres, em 2014.